# Montfort-en-Chalosse
Montfort-en-Chalosse is een gemeente in het Franse departement Landes (regio Nouvelle-Aquitaine). De plaats maakt deel uit van het arrondissement Dax. Montfort-en-Chalosse telde op 1 januari 2022 1.223 inwoners.
Het centrum van de gemeente heeft zijn regelmatig stratenplan met dambordpatroon behouden. Montfort werd in de 13e eeuw gesticht als bastide. De kerk is van voor die stichting en is 12e-eeuws.
In de gemeente ligt het Musée de la Chalosse, met een tentoonstelling over het pachtstelsel (métayage) in deze streek tijdens het ancien régime.

## Geografie
De oppervlakte van Montfort-en-Chalosse bedroeg op 1 januari 2022 11,57 vierkante kilometer; de bevolkingsdichtheid was toen 105,7 inwoners per km².

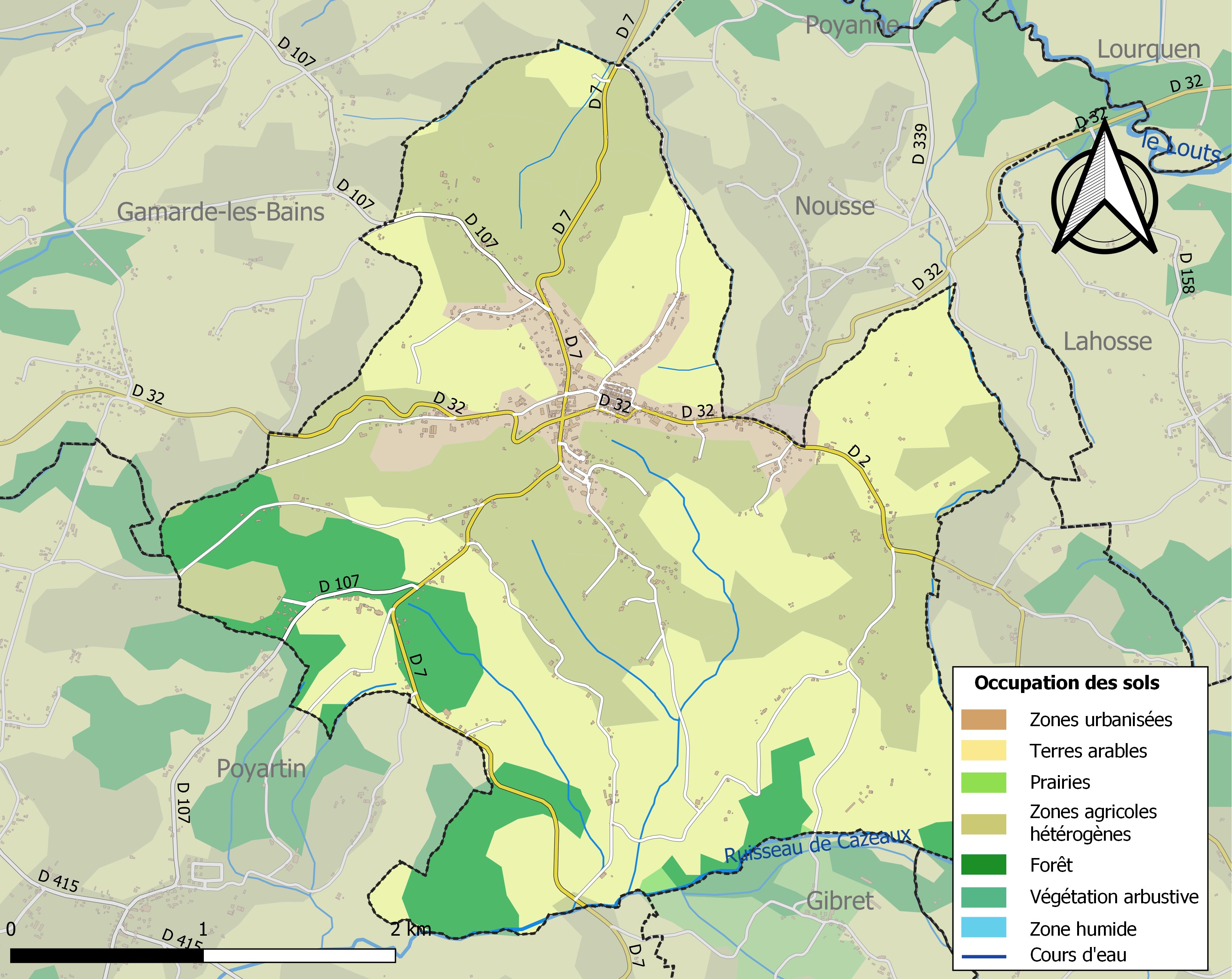
Kaart van de gemeente met de belangrijkste infrastructuur, bodemgebruik en omliggende gemeenten

## Demografie
Onderstaande figuur toont het verloop van het inwonertal (bron: INSEE-tellingen).